# HD 215497 c
HD 215497 c (بالإنجليزية: HD 215497 c)‏ الذي يرمز له بالرمز HD 215497c، هو كوكب خارج المجموعة الشمسية، في كوكبة الطوقان، يتبع HD 215497 ‏.

## الاكتشاف
اكتشف في 19 أكتوبر 2009.